# Райън Джонсън
Райън Джонсън (на английски: Rian Johnson) е американски сценарист и режисьор.

## Биография
Джонсън е роден в Мериленд, а отраства в Сан Клементе, Калифорния. Първият му пълнометражен филм „Пакетът“ излиза през 2005 г.

## Филмография

### Кино
| Година | Заглавие на български                               | Оригинално заглавие              | Режисьор | Сценарист | Бележки           |
| ------ | --------------------------------------------------- | -------------------------------- | -------- | --------- | ----------------- |
| 1996   |                                                     | Evil Demon Golfball from Hell!!! | да       | да        | Късометражен филм |
| 2005   | Пакетът                                             | Brick                            | да       | да        |                   |
| 2008   | Тарикатите Блум                                     | The Brothers Bloom               | да       | да        |                   |
| 2012   | Looper: Убиец във времето                           | Looper                           | да       | да        |                   |
| 2017   | Междузвездни войни: Епизод VIII - Последните джедаи | Star Wars: The Last Jedi         | да       | да        |                   |
| 2019   | Вади ножовете                                       | Knives Out                       | да       | да        |                   |

### Телевизия
| Година      | Заглавие на български  | Оригинално заглавие | Режисьор | Епизод(и)                | Роля   | Бележки |
| ----------- | ---------------------- | ------------------- | -------- | ------------------------ | ------ | ------- |
| 2005        |                        | Terriers            | да       | Manifest Destiny         |        |         |
| 2010 – 2013 | В обувките на Сатаната | Breaking Bad        | да       | Fly Fifty-One Ozymandias |        |         |
| 2015        |                        | BoJack Horseman     | да       | Yes, And "Out to Sea"    | Брайън | Глас    |